# Saint-Hilaire-de-Voust
Saint-Hilaire-de-Voust è un comune francese di 652 abitanti situato nel dipartimento della Vandea nella regione dei Paesi della Loira.

## Società

### Evoluzione demografica
Abitanti censiti